# Закритий початковий код
Закри́тий початко́вий код — програма, ліцензія якої не підходить під визначення відкритого програмного забезпечення. Як правило, це означає, що поширюються тільки бінарні (відкомпільовані) версії програми й ліцензія передбачає відсутність доступу до початкового програмного коду програми, що ускладнює створення модифікацій програми. Доступ до початкового коду третім особам, як правило, надається при підписанні угоди про нерозголошення.
Програмне забезпечення з закритим початковим кодом є пропрієтарним (власницьким) програмним забезпеченням.

## Двозначність
Фраза «закритий початковий код» двозначна, оскільки вона може передбачати ліцензії, в яких початковий код програм недоступний. Однак якщо вважати її антонімом відкритого коду, то вона належить до програмного забезпечення, яке не підходить під визначення ліцензії відкритого ПЗ, що має дещо інший сенс.
Ліцензія Microsoft Shared Source — приклад ліцензії, в якій доступний початковий код, але не за відкритою ліцензією. Якщо закритий початковий код розуміти як ПЗ, яке не підходить під визначення відкритого ПЗ, то Shared Source — приклад ліцензії закритого початкового коду.